# Treblinkai megsemmisítőtábor
Treblinka 2., hivatalos nevén SS-Sonderkommando Treblinka, a náci Németország egyik megsemmisítő tábora volt Lengyelország keleti részén, a második világháború idejében. A megsemmisítő táborok közül ebben történt az első felkelés és tömeges szökés.

## A tábor felépítése
A Treblinka 2. tábort a zsidók megsemmisítésére kigondolt Reindhard-művelet keretében hozták létre a belzeci és a sobibóri táborokkal együtt.

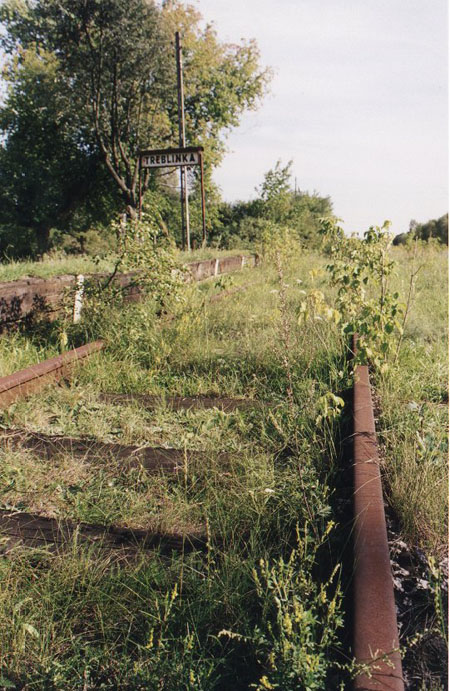
Treblinka falu volt vasútállomásának helye.

A tábor területét 1942 áprilisában jelölték ki, felépítése pedig május végén vagy június elején kezdődött el, amikor a másik két tábor már létezett.
A területet erdő borította és viszonylag elszigetelt volt helységektől, Varsótól légvonalban 80 kilométerre feküdt, közel a Nyugati-Bug folyóhoz, mely a Szovjetunióval való határt képezte ennek megtámadása előtt. A területtől négy kilométerre volt Treblinka falu és ennek vasútállomása. Erdő választotta el egy kilométeres távolságban a területet Wółka Okrąglik falutól. A terület mellett haladt el egy út és egy vasútvonal, amely Treblinka állomást kötötte össze egy már a háború előtt is üzemelő kavicsbányával. Itt már volt 1941 tavasza óta egy, az SS által a kavicsbánya üzemeltetésére fenntartott büntető munkatábor, amely elnevezése a megsemmisítő tábor felépítése után Treblinka 1. lett. Ebben különféle okokból és ürügyekkel tartottak lengyel foglyokat meghatározott időre. Zsidók is voltak itt kis számban 1942 júliusának elejéig.
A Treblinka 2-őt Richard Thomalla SS-mérnök vezetése alatt építették fel két kilométerre a Treblinka 1-től itteni foglyokkal és környékbeli helységekből hozott zsidókkal. A területet egy belső szögesdrót-kerítéssel vették körül és ettől 40–50 méterre egy szögesdrótos cseh sünökből álló tankakadály-rendszerrel. A két kerítés közé foglalták a treblinkai állomásról a Treblinka 1-be vezető vasútvonalat, és ettől, az épületek felhúzásával egyidőben egy elágazást építettek a tábor belsejébe, valamint platformot e vakvágány mentén. Az építkezés első szakasza 1942 júliusának közepe táján fejeződött be, és a Treblinka 1-ben addig tartott zsidókat áttették a Treblinka 2-be. A tömeges megsemmisítés július 23-án kezdődött el, de az építési munkálatok azután is több hónapig tartottak.

## A tábor szerkezete

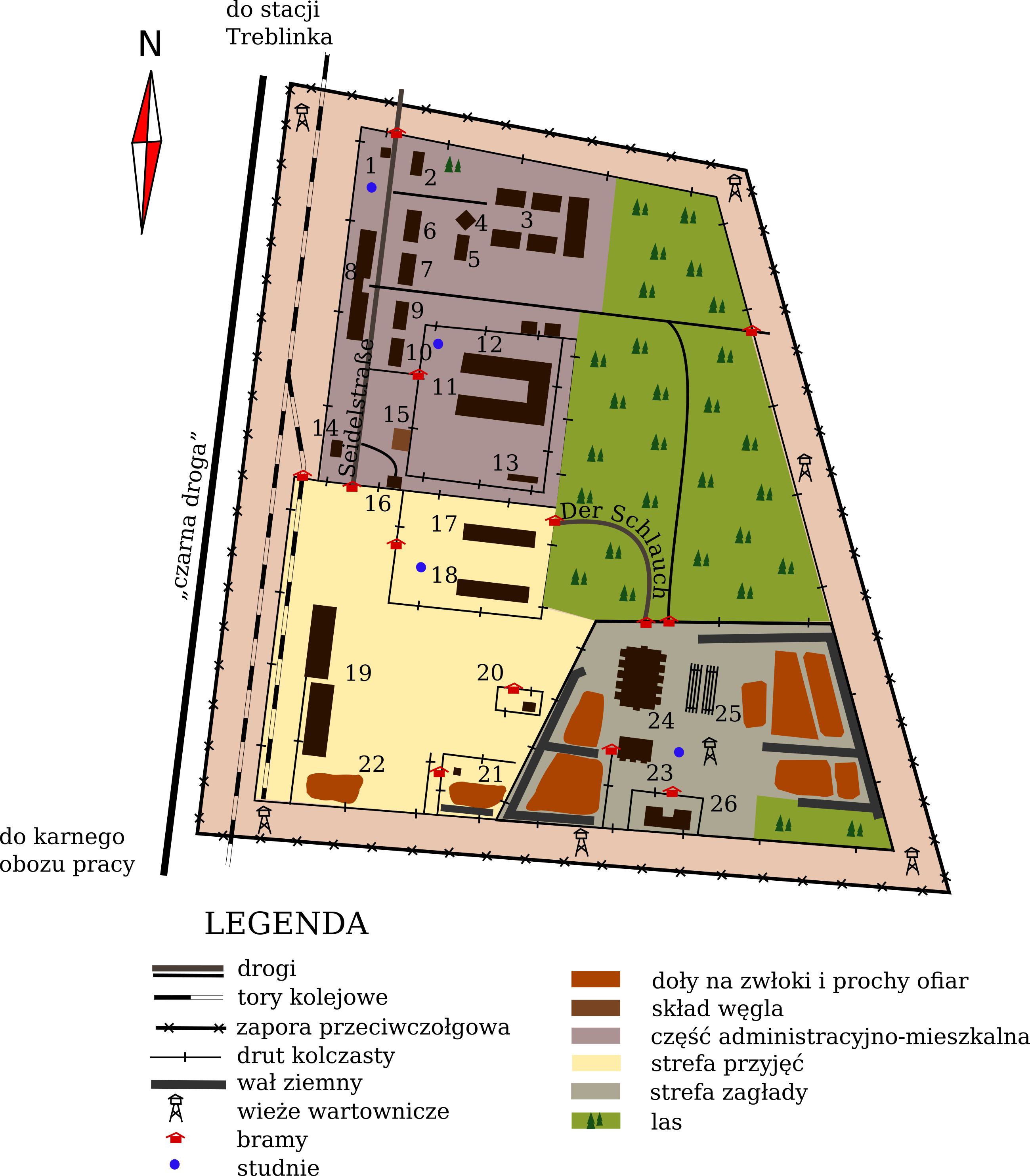
A tábor alaprajza.

A tábornak három részlege volt. Az 1-es részlegben volt az őrszoba, a tábor parancsnoksága, a személyzet lakóépületei, a pékségük, a konyhájuk és étkezőtermük, fodrászatuk, betegszobájuk és fogászati rendelőjük. Mindezek bútorzatát és felszerelését környékbeli helységekben lakó zsidóktól kobozták el. Ugyanabban a részlegben volt még egy kis állatkert, benne egy szarvas, két róka és két páva. Voltak még ebben a részlegben raktárak, köztük a fegyvertár, garázs, lóistálló, baromfiudvar, disznóólak és egy kis konyhakert az SS-ek számára. Szögesdrót-kerítéssel elhatárolva volt itt egy alrészleg ahol a foglyok egy részét tartották: női lakóbarakk és férfi lakóbarakk, konyha, mosoda, betegszoba, szerszámraktár és műhelyek szabóknak, cipészeknek, asztalosoknak, kovácsoknak, lakatosoknak és bádogosoknak. Ugyanott volt a létszámellenőrzések tere és egy latrina. Az 1. részleg ezen kívüli részét erdő borította.
A 2-es részlegbe hajtották be a behozott deportáltakat. Abban volt a holtvágány, amelyre betolták az őket szállító vagonokat. Platformja mentén voltak vasútállomásnak álcázott barakkok, valójában azok a raktárak, ahol osztályozták és tárolták a deportáltaktól elszedett holmikat. A részleg közepén volt egy tér, ahova a deportáltaknak le kellett tenniük a poggyászukat. Volt még ott egy barakk, ahol a nőknek és a gyerekeknek kellett levetkőzniük és benne egy helyiség, ahol lenyírták a nők haját. Egy másik barakkban a férfiak vetkőztek le. A tábor kerítése mellett ugyanebben a részlegben volt szögesdrót-kerítéssel elkülönítve egy Lazarettnek nevezett kórháznak álcázott barakk.
A vetkőzőbarakkoktól egy szögesdrót-kerítésekkel szegélyezett keskeny út vezetett a 3-as részleg felé, ahol a megsemmisítés történt. Ezt a többi részlegtől nemcsak szögesdrót-kerítés határolta el, hanem ezen belül egy magas földhányás is. Itt gázkamrák voltak. Eleinte egy háromkamrás épület volt, de 1942 szeptemberének elején egy másikat építettek fel, egyes visszaemlékezések szerint nyolc kamrával, mások szerint tízzel. Ez az épület zsinagógát utánozott, bejárata felett Dávid-csillagot helyeztek el. Ez volt a tábor egyedüli nem fából készült épülete. Ugyanebben a részlegben voltak a holttesteknek ásott gödrök. 1943 februárjában Heinrich Himmler elrendelte a népirtás nyomainak eltüntetését, beleértve a holttestek kiásását és elégetését. Erre a célra vasúti sínekből álló rostélyokat állítottak fel. Szögesdrót-kerítéssel elkülönítve ebben a részlegben volt az itt dolgozó foglyok lakóbarakkja, konyhája, mosodája és latrinája is.
A tábor körüli kerítést, a 3-as részleget, a Lazarettet és a 3-as részleghez vezető utat elkülönítő kerítéseket fenyőágak álcázták, hogy ne lehessen benézni mögéjük.
Az 1-es és a 2-es részleg közös elnevezése „alsó tábor” vagy „1-es tábor” volt, a 3-as részlegé pedig „felső tábor” vagy „2-es tábor”.

## A személyzet
A tábor működését 20–30 SS-tiszt és altiszt felügyelte. Legtöbbjük részt vett azelőtt a Németországban 1939 szeptemberében elindított szellemi fogyatékosok T4-nek nevezett megsemmisítési műveletében. A tábornak sorban három parancsnoka volt. Az első Irmfried Eberl volt 1942 júliusában és augusztusában. Őt lecserélték hozzá nem értés miatt, mivel a szervezési hiányosságok káoszhoz közeli állapotokat keltettek a táborban. Franz Stangl követte 1942 augusztusa és 1943 augusztusa között, akinek helyettese Kurt Franz volt. A felkelés után utóbbi lett a parancsnok 1943 augusztusa és novembere között, és őt bízták meg a tábor felszámolásával. Az SS-ek nem őrködtek. Az őrséget 80–120 volt szovjet hadifogoly, köztük néhány, az elfoglalt keleti területekről származó civil látta el. Ezek többsége ukrán és német nemzetiségű volt, de egyéb nemzetiségűek is voltak közöttük. Az őrségen kívül a megsemmisítési folyamatban is részt vettek és az SS-ekhez hasonlóan ők is elkövettek atrocitásokat.
Az SS-ek cselédei, szakácsai és takarítói lengyel és ukrán nők voltak. Ezeknek megvolt a saját lakóbarakkjuk az 1-es részlegben.

## A megsemmisítési folyamat
A Treblinka 2. tábort lengyelországi zsidók megsemmisítésére építették, de megöltek itt egyéb országokból is behozott kisebb zsidó csoportokat: Ausztriából, Németországból, Görögországból, a Bulgária által elfoglalt jugoszláviai Macedóniából, Csehországból és Litvániából, valamint kb. 2000 cigányt.

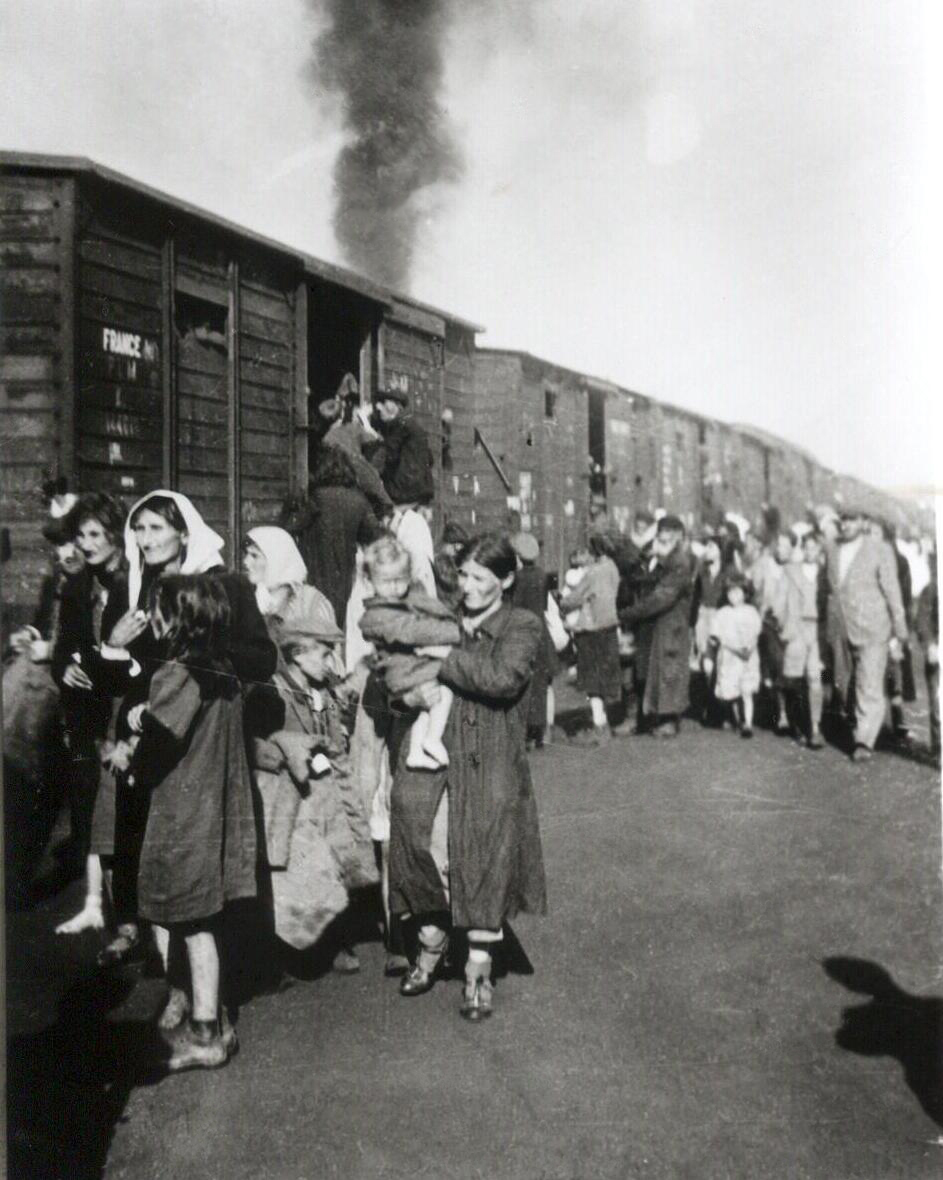
Deportálás Treblinkába a siedlcei gettóból, 1942-ben.

A deportáltak nagy többségét vasúton, bezárt teher- vagy marhavagonokba zsúfolva hozták be. A gyengébbek vagy a betegek meghaltak szállítás közben. Az élőket leszállították a vagonokból és közülük kiválasztottak egy bizonyos számú deportáltat a táborban való dolgoztatásuk céljából. A többi járni képes deportáltat behajtották a 2-es részlegbe. Azokat, akik járni túl gyengék voltak és a szülők nélküli gyerekeket az úgynevezett Lazaretthez vitték. Ott lelőtték őket és a barakk mögötti gödörben elégették a vagonokból kiszedett holttestekkel együtt. Odajutottak azok a dolgozó foglyok is, akik túlságosan legyengültek, túl betegek voltak vagy akiket halállal büntettek, valamint minden irat, könyv, fénykép, használhatatlan ruhadarab és tárgy, amiket elszedtek a deportáltaktól. A deportáltaknak a 2-es részlegben levő téren kellett hagyniuk a poggyászukat és egyrészt férfiak csoportjára, másrészt nők és gyermekeik csoportjára kellett szétválniuk. Azután a két csoportnak szánt vetkőző barakkokba hajtották őket, ahol minden rajtuk levő ruhadarabot és náluk levő tárgyat le kellett adniuk, és a nők haját lenyírták az erre szánt helyiségben. A vetkőző barakkokból a 3-as részlegbe hajtották őket a Zum Baden (A fürdőhöz) feliratú jelzőtáblás úton. Ott a gázkamrákba zsúfoltan ölték meg őket egy tankmotor kipufogógázával, amely lassú,15–20 perces haláltusát okozott.

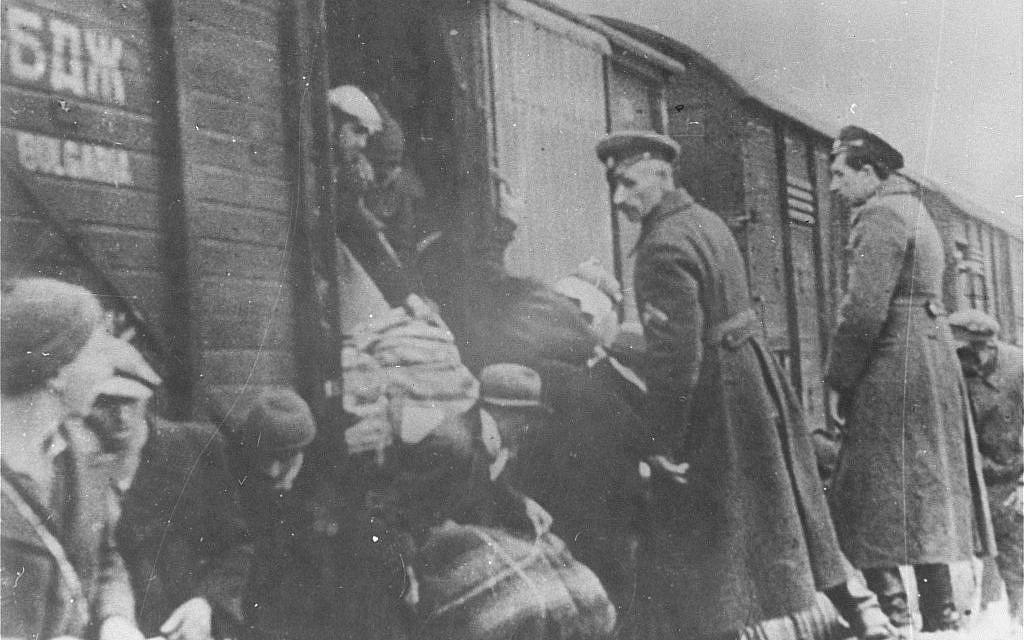
Zsidók deportálása a Bulgária elfoglalta Macedóniából.

Az SS-ek azt a látszatot akarták kelteni a deportáltak körében, hogy átmeneti táborban fogadják őket, zuhanyozniuk kell és fertőtleníteni kell a ruházatukat, és azután munkára fogják küldeni őket keletre. Az első deportáltak, akik szállítmányai naponta öt-hétezer személyt tettek ki, el is hitték ezt, de azután tíz-tizenkétezres szállítmányok jöttek naponta, és a tábornak nem volt elegendő megsemmisítési kapacitása. A vonatokat nagy késéssel fogadták, és sok halottal érkeztek. Ekkor a deportáltak már tudták, mi vár rájuk. Már leszállásukkor az SS-ek és az őrök bot- vagy korbácsütésekkel hajtották, lelövéssel fenyegették őket és le is lőtték a lázadozókat. A deportáltak félelme egyre nőtt a kegyetlenkedések közepette a gázkamrákban való halálukig.

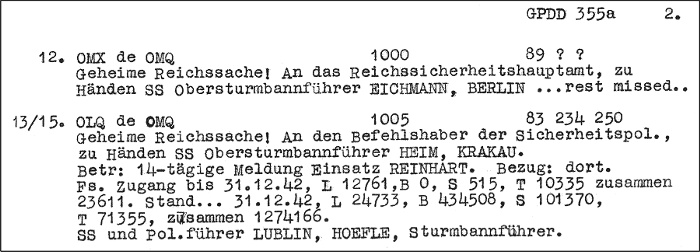
A Höfle-távirat úgy, ahogy meg lett fejtve. „71355” a deportáltak számának hibás leírása, ami kitűnik a Reinhard-művelet három táborába és a majdeneki táborba deportáltak -os összegéből.

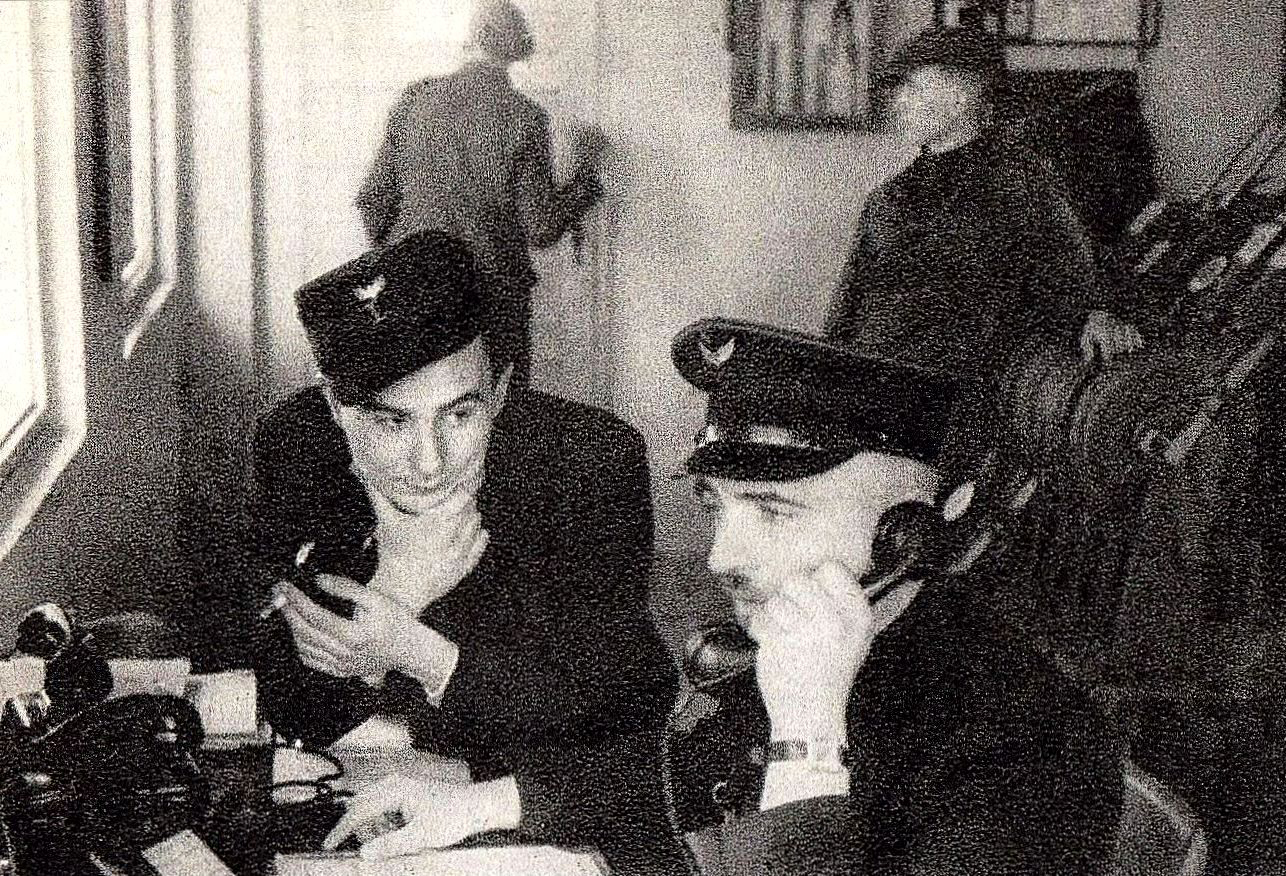
Franciszek Ząbecki, Treblinka falu vasútállomásának főnöke és a Honi Hadsereg tagja (a telefonáló személy).

Nem tudni pontosan, hány áldozata volt a népirtásnak Treblinkában. A legkisebb becslés 700 000-es. 2000-ben, amikor az Egyesült Királyságban második világhaború alatti dokumentumok titkosítását oldották fel, előkerült egy távirat, amely kódját a britek fejtették meg. Ezt Hermann Höfle, Odilo Globocnik, a Reinhard-művelet parancsnokának helyettese küldte feletteseiknek, számot adva benne 710 355 személy deportálásáról Treblinkába 1942 végéig. A düsseldorfi bíróság az első Treblinka-per végén, 1965-ben 900 000-re becsülte az áldozatok teljes számát. Franciszek Ząbecki, aki a tábor létezésének egész időszaka alatt a treblinkai vasútállomás főnöke és ugyanakkor a Honi Hadsereg lengyel ellenállási szervezet tagja is volt, többször is azt állította a háború után, hogy rendszeresen lejegyezte a vagonokra krétával írt személyek számát és 1 200 000-es becslésre jutott. Egyes kutatók, például Chris Webb és Michèle Hausser-Gans legvalószínűbbnek a 900 000-es becslést tartják.

### Új deportáltak ellenállási aktusai
Újonnan behozott deportáltak nagyon ritkán álltak ellen gyilkosaiknak, mivel tudták, hogy ez biztos halálukkal végződne.
1942 augusztusában volt egy ilyen aktus. Franciszek Ząbecki elmondta a háború után, hogy egy partizán, aki személyvonatra várt az állomáson, az ott megállt deportáltakkal teli vonat mellett elhaladva kézigránátot adott egy fiatalembernek egy vagon szellőző nyílásán keresztül. Amikor a vonatot a táborba tolták és kinyitották a vagonokat, a deportált eldobta a gránátot és súlyosan megsebesített egy őrt. Ezt megerősítette egy volt őr, aki tanúja volt az esetnek. Ez elmondta, hogy az őr meghalt, és néhány fiatalt helyben lelőttek, köztük a gránátot felrobbantót.
1942 decemberében egy kb. 2000-es csoportot hoztak be egyik este, köztük több tíz fiatalt. Amikor megparancsolták nekik, hogy vetkőzzenek le, néhányan azt kiáltották a többieknek, hogy ne engedelmeskedjenek. Az emberek fellázadtak. Az SS-ek és az őrök lőni kezdtek. Robbanás történt. A dolgozó foglyok egyike, aki túlélte a háborút, azt mondta el, hogy valószínűleg egy gránát volt a robbanás oka, amit egy deportált dobott el, és egy őr súlyosan megsérült. Azok a fiatalok, akik még a részleg közepén levő téren álltak, nekirontottak az SS-eknek és az őröknek és egyesek, akiknél kés volt, szétszóródtak az egész táborban, megpróbálva átvágni a kerítést és megszökni, mások pedig a foglyok barakkjába menekültek. Az összes lázadozót elfogták és egyeseket helyben lelőttek, másokat a gázkamrákhoz tereltek, ahol továbbra is ellenálltak. Őket is vagy lelőtték, vagy a gázkamrákba nyomták. Egy háborút átélő fogoly azt mondta el, hogy eközben az ott dolgozó foglyok barakkjukba voltak zárva és hallották a tumultust. Másnap sok holttestet láttak a részlegben és megtudták egy őrtől, hogy mi történt. Ez után az esemény után többé nem fogadtak szállítmányokat besötétedés után.
Jankiel Wiernik, a tábor egyik túlélője leírta visszaemlékezései között egy fiatal lány aktusát. Már meztelenül átmászott egy kerítésen és a dolgozó foglyok felé futott. Egy őr utána futott és amikor utolérte, a lány kikapta kezéből a puskát és elsütötte. Egy őrt megölt, majd megsebesített egy másikat is. Végül elfogták és agyonverték.
Máskor fiatal nők egy csoportja megtagadta, hogy bemenjen a gázkamrákba. Botokkal és puskatussal egyeseket agyonvertek, a többieket pedig benyomták a gázkamrákba.
A varsói gettófelkelés idejében, 1943 áprilisában-májusában ott elfogott felkelőket kezdtek hozni a táborba. Egyiküknél volt egy gránát. Amikor le kellett volna vetkőzniük, felrobbantotta. Meghalt egy őr és megsebesült egy SS, három dolgozó fogoly és néhány új deportált. Azokat, akiket azzal gyanúsítottak, hogy valamelyikük dobta el a gránátot, azonnal megölték.

## A dolgozó foglyok
A tábor foglyai munkaképes férfiak és gyermek nélküli nők voltak, akiket a szállítmányok érkezésekor válogattak ki. Ideiglenesen életben hagyták őket a tábor fenntartásához és a megsemmisítési folyamathoz kötött munkák végzésére. Mindig hozzávetőlegesen ezer ilyen fogolyra volt szükség.
A tábor létezésének első szakaszában néhány napi időközökként megöltek foglyokat bizonyos számban és új deportáltakkal helyettesítették. A többiek állandóan azzal a gondolattal éltek, hogy hamarosan rájuk kerül a sor, főleg mivel egyeseket családtagjaikkal együtt deportáltak és ezeket mindjárt érkezésükkor megölték. 1942. szeptember 11-én egy fogoly, arra gondolva, hogy mindenképpen őt is meg fogják ölni, leszúrt egy SS-t létszámellenőrzéskor, és őt is azonnal megölték. 1942 augusztusában lett táborparancsnok Stangl, aki rájött, hogy ilyen körülmények akadályozzák a megsemmisítési folyamatot. Az előbbi parancsnok leváltása utáni újraszervezés keretében és az SS megölése nyomán a munkacsapatok viszonylag állandóak lettek és egyre inkább szakosodtak a feladataikra. Ugyanakkor valamennyit jobbítottak az életkörülményeiken, és azt a látszatot keltették bennük, hogy ők életben maradnak. Így az ellenállási aktusaiknak is elejét akarták venni. Általában csak azokat ölték meg, akik túlságosan legyengültek vagy túl betegek voltak.
Az 1-es és a 2-es részlegben kb. 700 fogolyt használtak munkára. Legtöbbjük a 2-es részlegben dolgozott három különböző színű jelzést viselő csapatban. A kék csapat a szállítmányok érkezésekor dolgozott. Tagjai kiszedték a vagonokban maradt poggyászokat és a holttesteket, majd kitakarították a vagonokat. Szintén ők rakták vagonokba a deportáltaktól elvett holmikat. A vörös csapat tagjai vitték a tehetetleneket a Lazarett-hez. Szintén ők vitték be a deportáltak leadott poggyászát, ruházatát és lábbelijét az osztályozóbarakkokba. Itt dolgozott a sárga csapat, a legnagyobb. Tagjai leszedték a ruhákról a sárga csillagokat és az összes többi zsidó származásukra utaló elemet, kiszedtek a zsebekből mindent, ami bennük volt (dokumentumokat, fényképeket), megkeresték és kiszedték az esetleg varrással eldugott pénzt és ékszereket, fajtájuk és minőségük szerint osztályozták a ruhadarabokat és az egyéb tárgyakat, becsomagolták ezeket Németországba küldésre készen, elégetésre összegyűjtöttek mindent, ami használhatatlan volt és ami papírból volt. Idősebb foglyok csapata összegyűjtötte és osztályozta az üvegeket és az edényeket. Egy Goldjuden (arannyal foglalkozó zsidók) nevű csapat ékszerészekből, órásokból és banki alkalmazottakból állt. Közülük egyesek átvettek a deportáltaktól minden pénzt és értéktárgyat (órákat, ékszereket, karikagyűrűket stb.) egy, a vetkőzőbarakkoknál található ablaknál. Ha felmerült a gyanú, hogy valaki még eldugott ilyen tárgyakat, még a nők nemi szervében is keresték ezeket. 10–12 Goldjuden egy 1-es részlegi barakkban osztályozta, értékelte, beiktatta és csomagolta az elszedett pénzt és értéktárgyakat. Egy főleg fodrászokból álló csapat nyírta le a deportált nők haját. Ezt egy külön csapat fertőtlenítette. Volt még néhány 13–14 éves kamasz is, akik a háziállatokkal foglalkoztak és egyéb olyan apróbb munkákat végeztek, mint az SS-ek lábbelijének tisztítása. Körülbelül húsz iparos és szakmunkás dolgozott az 1-es részlegbeli műhelyekben. Ezeken kívül voltak még útépítők és más építőmunkások is. Az SS-ek rendelkezésére két orvos, egy fogorvos és fodrászok álltak. Ezek, a Goldjuden és a műhelyekben dolgozók alkották a dolgozó foglyok elitjét.
A tábor melletti erdőben őrök felügyelete alatt a favágók csapata dolgozott, akik fákat vágtak ki és a tűzifát készítették elő. Egy másik szintén őrök által kísért csapat fenyőágakat vágott le az erdőben, a táborba vitte és a szögesdrót-kerítéseket álcázta ezekkel, folyamatosan helyettesítve az elszáradt ágakat. Ősszel és télen felállítottak egy burgonya tárolásával és megfagyástól való védésével foglalkozó csapatot.
1942 szeptemberétől kezdve dolgozó fogoly nők is voltak a táborban. Számuk változott időben. Eleinte 25–30 volt, de az 1942–1943-as tél végén már kb. 50-en voltak. Többségüket eleinte három mosodában dolgoztatták az 1-es részlegben: az SS-ekében, az őrökében és a foglyokéban. 1943 februárjától kezdve a 3-as részlegben létrehozott mosodában is dolgoztak nők. A többit szakácsokként és varrónőkként dolgoztatták.
A 3-as, megsemmisítő részlegben kb. 300 fogoly dolgozott. Csoportokra voltak osztva. Az egyik a holttesteket szedte ki a gázkamrákból. Egy másik takarította ki ezeket, megint másik az értékes fémekből készült fogakat és koronákat, valamint a fogprotéziseket szedte ki a holtak szájából, megint másik egy exkavátor ásta gödörhöz vitte a holttesteket, és ott elhelyezte őket. Miután megtelt egy gödör, betömték és másikat ástak ki. Amikor 1943 februárjától kezdve kiásták az exkavátorral a holttesteket, az itteni foglyoknak kellett elégetni őket, és az akkortól kezdve megölt deportáltakét elgázosítás után. 1942 szeptemberéig ezeknek a foglyoknak volt a legnagyobb halálozási aránya. Testileg és főleg lelkileg csak néhány napig tartottak ki. Naponta több tízet lőttek le közülük és a többi részlegben dolgozókkal vagy új deportáltakkal helyettesítették. Az újraszervezés keretében folyamatosan kitartóbb foglyokból alakították ki ezt a csapatot és így valamennyire ezt is állandósították. Életkörülményeik viszonylag jobbak lettek, így a halálozási arányuk lecsökkent. Ekkor osztották fel őket a munkájuk fázisaira szakosított csoportokra. Ezek a foglyok nem mehettek ki a részlegükből, ezért megvolt a saját barakkjuk, konyhájuk és mosodájuk.
Külön kategória volt a különféle funkciókra kijelölt foglyoké. Mindegyik munkacsapatnak volt egy kápója, aki a munkavégzést felügyelte. A foglyoknak neki kellett közvetlenül engedelmeskedniük. A nagyobb csapatok csoportokra voltak osztva, és mindegyiknek volt egy munkavezetője. Mindegyik lakóbarakknak is volt egy fogoly főnöke, aki azért felelt, ami a barakkban történt: a fekvőhelyek elosztásáért, a tisztaságért, a foglyok kiküldéséért munkára stb. A foglyok hierarchiájának csúcsán a táborfőnök állt. Volt egy az alsó táborban és egy a felsőben. A kápók, a barakkfőnökök és a táborfőnökök nem végeztek fizikai munkát, jobb életkörülményeik voltak, mint a többi fogolynak, és megbüntethették ezeket. Mindegyik munkacsapatért, olykor kettőért vagy háromért egy-egy SS felelt. Általában a kápó volt kapcsolatban vele. Ez kapta a parancsokat és jelentett neki. A funkciós foglyok jellemüktől függően viselkedtek a többiekkel. Egyesek ugyanolyan kegyetlenek voltak, mint az SS-ek, mint például a vörös csapat kápója, mások emberségesek voltak, mint a kék csapaté vagy mint az alsó tábor főnöke.
A sok száz fogoly között sokféle jellemű és viselkedésű volt. Az embertelen kápókon kívül, akik beárultak is foglyokat az SS-eknek, voltak olyan közönséges foglyok is, akik besúgóik voltak. Előfordult, hogy ilyeneket megöltek más foglyok úgy, hogy öngyilkosságnak tűnjön.

### A fogva tartás körülményei
A foglyokat reggel öt órakor ébresztették fel. Pótkávét kaptak vagy híg levest száraz kenyérrel, és a déli ebédszünetig dolgoztak. Ekkor burgonyalevest kaptak olykor lóhússal, majd újból dolgoztak legalább 18 óráig, amikor megint pótkávét kaptak kenyérrel, néha egy darab margarinnal vagy lekvárral. Élelmezésük jobb volt akkor, amikor deportáltszállítmányok jöttek és az SS-ek eltűrték, hogy deportáltaktól elszedett élelmet vegyenek el maguknak. Amikor a szállítmányok ritkábbak lettek, az élelmet az SS-ek vették el maguknak, a foglyok csak halálbüntetés árán vehettek el. A tábor létezésének vége felé, amikor már egyáltalán nem jöttek szállítmányok, a foglyok éheztek, mert adagjaik egyre kisebbek lettek. Végig a tábor fennállásának időszakában létezett élelemmel, sőt alkohollal és cigarettával is való üzletelés. Egyes osztályozó foglyok, akik pénzt és értékes tárgyakat találtak, életük kockáztatásával maguknak tettek el belőlük és meg tudtak vesztegetni egyes őröket, hogy hozzanak be nekik dolgokat környező helységekből.
Létszámellenőrzés háromszor volt naponta, reggel, délben és este, munkaidő után. 21 órakor a foglyokat a barakkjaikba zárták.
A foglyokat olykor tarthatatlan tempóban dolgoztatták. A kápóknál korbács vagy bot volt, és az embertelenek verték azokat, akik szerintük túl lassan dolgoztak. Ezen kívül a foglyokat kegyetlenül megbüntették a legapróbb kihágásokért is: ha nem álltak úgy, ahogy elő volt írva egy SS előtt, ha nem válaszoltak neki előírás szerint, ha valami tiltott dolgot találtak náluk, mint cigarettát, fényképet, deportálásuk előtti életükre emlékeztető tárgyat. A büntetések az esti létszámellenőrzés után történtek, meg is ismételték azokat, amelyekkel a munkahelyen sújtották a foglyokat. Általában 25 vagy ennél több, 50-ig menő ütésből álltak, amelyeket egy SS vagy egy őr adott erre szánt szíjjal. Azokat, akik azután nem bírtak a barakkjukba menni vagy másnap nem bírtak munkába menni, lelőtték. Egy másik büntetés úgynevezett gyakorlatoztatásból állt. A foglyoknak körben kellett futniuk, vezényszóra hasra vágódni, felállni és tovább futni, miközben SS-ek és őrök korbácsütéseket mértek rájuk. Lelőtték azokat, akik nem bírták ki a „gyakorlatot” a végéig.
A foglyok halálának legfőbb oka a betegség volt. A tábor létezésének első szakaszában csak két orvos volt a táborban, az is a személyzet rendelkezésére. Ezek csak titokban foglalkozhattak beteg foglyokkal és csak olyan gyógyszerekkel, melyeket ki tudtak lopni a rendelőjükből. A 3-as részlegben nem volt semmiféle orvosi ellátás. 1942 őszén betegszobát hoztak létre a foglyok számára is, két orvossal, de a betegek száma mindig túl nagy volt. 1942 decemberében flekktífusz-járvány tört ki a tábor higiéniai körülményei miatt. A foglyok nem mosakodhattak és csak olykor tudták ruhájukat kicserélni deportáltaktól elvettekkel. A 3-as részlegbeliek egyáltalán nem tudtak ruhát váltani. Százával betegedtek meg tífuszban, de csak a funkciós foglyoknak és ezek protezsáltjainak volt részük kezelésben, a betegszoba kapacitásától függően. A legtöbb beteg igyekezett jelen lenni a létszámellenőrzéseken és munkába menni állapotuk ellenére. Társaik helyettük is dolgoztak, amennyire tudtak, és egyes kápók megengedték, hogy néha pihenjenek. Naponta több tíz felkelni képtelen beteg fogolyt lőttek le, főleg a 3-as részlegben. 1943 februárjában kifertőtlenítették az egész tábort és akkor létesítették a mosodát is a 3-as részlegben. A járvány március végéig tartott. Kb. 300 fogoly halt meg az alsó táborban és kb. 100 a felsőben. Új deportáltakkal helyettesítették őket.
A táborban való életben maradáshoz nemcsak fizikai kitartásra volt szükség, hanem lelkire is. A 3-as részlegben sokan nem bírták ki és öngyilkosok lettek, főleg értelmiségiek. Az öngyilkosságok éjjel történtek, egyes éjszakákon kettő-három, de voltak éjszakák, amikor 15–20 is. Az SS-ek meg akarták akadályozni az öngyilkosságokat, ezért két fogolyt felmentettek a nappali munka alól és erre jelölték ki őket. Mégis az öngyilkosságok folytatódtak, és lemondtak megakadályozásukról.
Az SS-ek szellemi kínzásokat is kitaláltak. Az egyik a zene volt. A tábor létezésének kezdete óta volt ott egy nem hivatásos muzsikustrió, akiknek szórakoztatni kellett az SS-eket, de a gázkamrákhoz közel is játszaniuk kellett, hogy elfedjék az odahajtottak kiáltásait. 1942. szeptember 1. előestéjén a foglyoknak is meg kellett ünnepelni Lengyelország lerohanásának évfordulóját. A muzsikusoknak zsidó nótákat kellett játszaniuk, és néhány fiatalnak táncolnia kellett. Az egyik téli szállítmánnyal behozták Artur Gold híres varsói tánczene-komponistát és karmestert. Kiválasztottak tíz hivatásos zenészt is, valamint énekeseket, köztük egy tenor operaénekest. Deportáltaktól elszedett hangszerekkel zenekart alkottak. Énekkart is létesítettek fogoly férfiakból és nőkből. A zenekarnak próbákra való időt különítettek el, amikor kivonták őket munkacsapataikból. A szabók színpadi ruhát is varrtak nekik. Gold énekeket komponált egy fogoly szövegeire, az SS-ek szórakoztatására. Viszont Goldnak meg kellett komponálnia a tábor úgynevezett himnuszát is, melyet az összes fogolynak meg kellett tanulnia és énekelnie munkába menet és onnan jövet. A zenekarnak az esti létszámellenőrzésnél is játszania kellett a büntetőverések és a kivégzésre kiszemelt legyengültek és betegek kiválasztása közben, majd a létszámellenőrzés végén a foglyokat kísérnie a tábor „himnusza” éneklésekor. Muzsikustriót hoztak létre a megsemmisítő részlegben is. Ez olykor az ottani létszámellenőrzéseken játszott vagy az SS-ek és az őrök szórakoztatására. 1943 júniusában és júliusában itt már csak kiásott holttesteket égettek reggel négy órától délig. Azután a foglyoknak nem volt munkája és barakkjukba zárva tartották őket. Egy idő után az SS-ek el akarták foglalni őket valamivel és arra kényszerítették őket, hogy előadást készítsenek elő a táborfőnökük szervezésében. A gázkamrák épületének folyosóján tartották a próbákat. Az előadáson jelen voltak SS-ek és őrök.
Egy másik „szórakozást” képeztek az 1943 tavaszán és nyarán Kurt Franz, a táborparancsnok helyettese által rendezett ökölvívó-mérkőzések. Eleinte tíz Varsóból edzőjükkel együtt deportált ökölvívó vett bennük részt. A felszerelést az SS-ek adták. Később bokszolni kényszerítettek közönséges foglyokat is, hogy még „szórakoztatóbbak” legyenek a mérkőzések. Ezeken az összes fogolynak jelen kellett lennie. Előttük előadás is volt. Játszott a zenekar, énekelt a kórus és a szólóénekesek, és humoros jelenetek is voltak. Az eseményt újabb zenei számok zárták. Tornászcsoport is volt a táborban, melyet egy varsói úszóbajnok edzett. A foglyokat labdarúgó-mérkőzésekre is kényszerítették.
Főleg 1943 kezdetétől, amikor ritkábbak voltak a szállítmányok és a foglyok népessége stabilabb lett, a feszültség valamennyire lecsökkent és a foglyoknak megengedtek egyes olyan dolgokat, amelyek emlékeztették őket a szabad életükre.
A foglyok imádkozhattak a barakkjukban és olykor istentiszteletet is tarthattak az asztalosműhelyben. Voltak deportáltaktól elvett imakönyveik, imasáljaik és imaszíjaik. Néhányszor vallásos temetéseket is megengedtek nekik. Az 1943-as Pészah-ünnepre süthettek néhány maceszt a 3-as részleg konyhájában.
A munkaidő utáni kevés órában, 21 óráig, ha nem kellett a személyzetet szórakoztatniuk, a foglyoknak megengedtek néhány közösségi életelemet. Például a 3-as részleg foglyai maguk között is énekelhettek az ottani trió kíséretével.
Főleg a tábor utolsó hónapjaiban meg voltak engedve férfiak látogatásai a nők barakkjában. Szerelmi kapcsolatok is jöttek létre. A párok férfi tagjainak többsége funkciós fogoly volt. Vallásos esküvők is voltak, például egy orvosé és egy fogorvosnőé, vagy a 3-as részlegben egy gépészé és egy ott dolgozó nőé.

## Foglyok ellenállási aktusai és szökései
Már az 1943. augusztus 2-án történt felkelés és tömeges szökés előtt is voltak ellenállási aktusok és szökések.
Az első ellenállási aktus a fentebb röviden említett volt. 1942. szeptember 11-én deportáltszállítmány jött, amelyből kiválogattak bizonyos számú férfit munkára, majd öt–hatezer deportáltat elgázosítottak. Az esti létszámellenőrzéskor az ezen szolgálatos SS ki akarta szedni az aznap behozottakat, hogy őket is megöljék. Csak néhány lépett ki a sorokból és az SS verni kezdte a foglyokat. Akkor Meir Berliner leszúrta egy nála levő késsel. Egy őr azonnal megölte a foglyot és a többi őr rálőtt a foglyokra több tízüket megölve vagy megsebesítve. A többieket arra kényszerítették, hogy újrarendezzék a sorokat, majd még tízet kiszedtek és helyben lelőttek. Az SS meghalt útközben a kórház felé vagy ott lévén. Másnap reggel az SS-ek kiválogattak még 150 foglyot és lelőtték őket. Berliner feleségét és lányát behozatalukkor gázosították el, és ő már régebb óta készült a tettére.
Több szökés történt a táborból, főleg első időszakában, amikor rendszeresen öltek meg bizonyos számú dolgozó fogolyt néhány napnyi időközök után és újakkal helyettesítették. A szökések száma csökkent, miután a munkacsapatokat viszonylag állandósították, de az SS-ek megelőzési intézkedései is szigorúbbak lettek. Az első szökevények a deportáltaktól elvett holmik vonatba való berakásán dolgoztak. Ruhabálák közé bújtak, majd útközben kiugrottak a vonatból. Mások éjszaka szöktek meg átvágva a kerítést, melybe nem volt bevezetve villanyáram és riasztó berendezése sem volt. A táboron kívül dolgozó fenyőág-szedők közül is megszöktek néhányan. Chris Webb brit történész 21 olyan fogoly nevét sorolja fel, akik a felkelés előtt szöktek meg és túlélték a háborút.
Voltak sikertelen szökési kísérletek és szökések is, amelyek mindig az illető foglyok halálával végződtek. Egyeseket, akik vonatból ugrottak le, a vagonokat őrzők lőttek le. Egyszer, a tábor újraszervezése után a kék csapat hét tagja próbált megszökni, de elfogták és lelőtték őket, és a parancsnok helyettese figyelmeztette a foglyokat, hogy ha lesz még szökés, mindegyik szökevény után megtorlásul tíz fogolyt fognak megölni. A 3-as részleg 25 foglya is szökni készült, de beárulták őket, és mindet lelőtték. Szintén a 3-as részlegben hét fogoly alagutat ásott a barakkjukból kiindulva 1942 egész decemberén keresztül. Ötnek már sikerült kijutnia, amikor egy őr észrevette őket és tüzet nyitott. Egy közeli faluban találták meg őket, ahol ellenálltak. Az egyik megmenekült, egy másikat helyben lelőttek, a többi hármat pedig visszavitték a táborba és felakasztották a többi fogoly előtt. Voltak olyan szökevények is, akik, mivel nem volt hova menniük, visszatértek a a gettójukba, és amikor azt felszámolták, újból Treblinkába kerültek, ahonnan már nem menekültek meg. Két, a varsói gettóba visszatért szökevény részt vett az ottani felkelésben és harcban esett el.

## A felkelés

### A felkelés előkészítése
1943 elejétől kezdve egyre kevesebb deportáltszállítmány érkezett Treblinkába, februárban pedig elkezdték a holttestek kiásását és elégetését. Majd a foglyokhoz eljutott a németek sztálingrádi vereségének híre. Ezek a tények arra a következtetésre juttatták őket, hogy közeledik Németország végső legyőzése, hogy a nácik el akarják törölni a népirtás nyomait, és hogy ezért végül az összes fogolyt meg fogják ölni. Elkezdték azt megvitatni, hogyan tudnának megmenekülni. Tudták, hogy az egyéni vagy kis csoportokban való szökés már csaknem lehetetlen az SS-ek megelőző intézkedései miatt. Szökések után a táborban maradók elleni megtorlásokra is gondoltak. Arra jutottak, hogy az egyedüli megoldás csak felkelés és tömeges szökés lehetne. Sokan így is meghalnának, de legalább bizonyos számú fogolynak esélye lenne életben maradni.
Február vége vagy március eleje táján szervező bizottságot hozott létre néhány funkciós fogoly és néhány a dolgozók elitjéhez tartozó fogoly az alsó táborban, majd a felsőben is megalakult egy bizottság. Az itteni foglyok nem mehettek ki a részlegből, de bizottságuknak sikerült részt vennie a szervezésben Jankiel Wiernik fogoly közvetítő szerepének köszönhetően, aki kivételesen közlekedhetett a tábor két része között.
Az első feladat, amit maga elé tűzött a bizottság fegyverek beszerzése volt pénzért és értéktárgyakért. Ezeket életük kockáztatásával szerezték egyes osztályozó foglyok és arannyal foglalkozó foglyok. Arra gondoltak, hogy fegyvereket az ágakat szedő csapat tagjai tudnának vásárolni, akiknek voltak alkalomszerű kapcsolataik helyi lakosokkal. Ez az ötlet rossznak bizonyult.
Egy másik ötlet az volt, hogy hatoljanak be a fegyvertárba és onnan hozzanak ki fegyvereket, amiket eldugtak volna a felkelésig. Megjelent ez a lehetőség, amikor elromlott a fegyvertár ajtajának zárja, és egy fogoly lakatosnak meg kellett javítania. Ez alkalommal lemásolta az ajtó kulcsát.
Először a felkelést egy április eleji napra tervezték. Az összeesküvőknek sikerült két gránátokkal teli ládát kihozniuk a fegyvertárból, de gyutacsok nélkül. Hamar találniuk kellett egy alkalmas pillanatot, hogy visszavigyék őket, és a felkelés elmaradt. Fegyverként egyelőre csak a rendelkezésükre álló szerszámokat tudták volna használni (fejszéket, lapátokat, emelőrudakat), és késeket készítettek, amelyeket eldugtak. Fegyvereket csak úgy tudtak szerezni, ha kicsempészik őket közvetlenül a felkelés előtt.
A felkelést augusztus 2-ára határozták el. Tervük az volt, hogy csempésszék ki a fegyvereket, osszák szét a munkahelyeken, támadják meg a személyzetet a munkaidő vége felé és vegyék el fegyvereiket, mindezt titokban. Gránát felrobbantásával kellett jelezni a személyzet többi tagjának nyílt magtámadását, elvágni a telefonvonalakat, birtokba venni és felgyújtani a tábort, majd tömegesen kiszökni az erdőbe és szétszóródni.

### Az események
A felkelésről szóló visszaemlékezések nem egyeznek minden részletükben, de lezajlását nagy vonalaiban rekonstruálni lehet azon információkból, amelyekről konszenzus van.
Augusztus 2-a szokásos munkanapként indult, majd délben megvolt az ebédszünet és 13 órakor megtartották a létszámellenőrzést, azután a munka újrakezdődött.
A felkelők elkezdtek kihozni fegyvereket, töltényeket és gránátokat, de ezt az akciót leállította egy váratlan esemény, és nem tudtak eleget kihozni, sem tovább követni a tervet. Egy SS a műhelyek környékére jött és egy fogoly pisztolyával rálőtt, azt feltételezve, hogy az SS megtudhatott valamit a felkelésről. A lövés hallatára a tábor területén szétszóródott többi felkelő azt hitte, hogy ez volt a jel, bár idő előtt adták ki, és az események kaotikusak lettek. A felkelők felgyújtották az üzemanyag-raktárt, a műhelyeket és több más barakkot. A szervezés titokban tartásának szüksége miatt a foglyok többsége nem tudott a felkelésről, és nem volt már alkalom értesíteni őket kirobbantása előtt, ahogy az tervezve volt, ezért pánikban rohangáltak a táborban. A felső tábor foglyai megöltek néhány őrt, elvették a fegyvereiket, felgyújtották a faépületeket, de nem sikerült felgyújtaniuk a gázkamrákat. Az őrök gépfegyverrel lőttek az őrtornyokból, miközben a felkelők csak kevés lövéssel viszonozhatták a tüzet. A legtöbb fogoly a kerítésbe vágott résekhez futott, hogy megszökjön, de sokan fennakadtak a tankakadályokon és lelőtték őket. A harc megközelítően félórát tartott.

### A felkelés következményei
A felkelés idejében kb. 850 fogoly volt a táborban. Nem akart vagy nem tudott megszökni kb. 100. Harcban vagy szökés közben 350–400 halt meg. A telefonvonalat nem sikerült elvágni és a táborparancsnok erősítést tudott kérni, amely hamar meg is jött. A 350–400 ember közül, akiknek sikerült  megszöknie, még aznap délután és a következő éjszakán megöltek kb. 200-at az erősítésként küldött egységek. A tábor személyzetének nagyon kevés vesztesége volt: egy sebesült SS és öt vagy hat halott és sebesült őr.
A németek azonnal erélyes hajtóvadászatot indítottak azon kb. 200 szökevény likvidálására, akik messzebb jutottak. Csak a szökésről előre tudó szökevényeknek lehettek terveik a szökés utánra, azok is csak nagyon homályosak, és általában nekik sem volt előkészítve semmi. Csupán néhánynak volt valamennyi aranya, gyémántja vagy pénze, amit életük kockáztatásával szereztek az osztályozóbarakkokban. Egyedül vagy kis számban együtt sorsukra maradtak, csak abban a szerencsében bízhattak, hogy majd rábukkannak olyan emberekre, akik segítenek rajtuk rejtekhellyel és élelemmel. Egyes túlélők beszámoltak arról, hogy segítettek rajtuk lengyel helybéliek, de másokat ellenségesen fogadtak.
Körülbelül százat fogtak el és öltek meg azon kétszáz közül, akik tovább jutottak. Mégis csaknem 80 szökevény megmenekült és túlélte a háborút.

## A tábor a felkelés után
A felkelés és a tömeges szökés után Franz Stanglnak, a tábor parancsnokának nem kellett jelentést írnia az eseményekről, mert nem halt meg egyetlen SS sem. Elhatározták a tábor felszámolását és nem építették újjá azt, ami leégett, mivel már csaknem az összes lengyel zsidót elhurcolták, de a tábort nem számolták fel azonnal. A gázkamrák sértetlenek voltak és augusztus 19-éig még megsemmisítettek néhány kis számú szállítmányt.
A nácik gyilkosságaik minden nyomát el akarták tüntetni, ezért elkezdték a tábor teljes lerombolását. A kb. 100 ottmaradt fogoly a legnagyobb részének lerombolásán dolgozott. 1943. október 20-án 30–50 treblinkai fogolyt elvittek a sobibóri táborba ennek megsemmisítésére az október 14-ei ottani felkelés és tömeges szökés, valamint az ottmaradt összes fogoly megölése után, majd ezeket a treblinkaiakat is megölték. A treblinkai táborban maradtak folytatták ennek lerombolását, és november 17-én őket is megölték.
A gázkamrás épületet lebontották és anyagát egy ház építésére használták fel egyes források szerint a volt tábor egyik ukrajnai német nemzetiségű őr számára, aki odavitte családját, és parasztgazdaságot létesítettek neki. A területet részben felszántották és bevetették takarmánynövénnyel, részben fenyőfákat ültettek rá. Más források szerint a gazdaságba két ukrajnai család költözött, a második is egy volt őré. A területet bekerítették és az ott lakók állatokat tartottak, de az a feladatuk is volt, hogy megakadályozzák helybéliek behatolását. 1944 augusztusában, amikor a Vörös Hadsereg Treblinkához közeledett, az őrök felgyújtották a gazdaságot és elmenekültek. Helybéli lakosok bementek a területre és össze-vissza ástak értékes tárgyakat keresve. Vaszilij Grosszman szovjet író, akkoriban haditudósító ott járt 1944 szeptemberében és tájékozódott a táborról helybéliektől. Látta azt, ami a felszínre került az ásások nyomán: részben elégett csontdarabokat, fogakat, ruhák darabjait, mindenféle értéktelen tárgyakat, igazolványokat, fényképeket, leveleket.

## A gyilkosok sorsa
A treblinkai SS-ek közül az egyiket egy fogoly ölte meg (lásd fentebb). Egy másikat őrök öltek meg, akiket a trawniki koncentrációs táborba kísért vissza, ahol ezeket kiképezték. Két, a treblinkai felkelés után Sobibórba áthelyezett SS-t az itteni felkelők öltek meg. A treblinkai tábor felszámolása után az SS-ek többségét elküldték partizánokkal harcolni. Velük való harcban egy Jugoszláviában esett el, öt pedig Észak-Olaszországban, köztük Christian Wirth, a Reinhard-művelet inspektora, aki megszervezte és felügyelte a művelethez tartozó táborok megsemmisítési rendszerét, és aki 1942 szeptemberében részt vett Treblinka 2. újjászervezésében.
Richard Thomallát, a treblinkai tábor építésének vezetőjét, a háború végén elfogták a szovjetek és per nélkül kivégezték.
Tizenhét SS-t tartóztattak le és helyeztek bűnügyi eljárás alá. Kettő öngyilkos lett, az egyik életfogytiglani börtönbüntetésre ítélése után 1947-ben, Kelet-Németországban, Drezdában megtartott perében, Irmfried Ebert, a tábor első parancsnoka pedig pere előtt, 1948-ban. A második ítéletet 1949-ben hozták egy SS ellen Drezdában. Kilenc évi börtönbüntetésre ítélték, de megszökött és Nyugat-Németországba menekült, ahol nem jártak el ellene. Egy másiknak 1951-ben volt a pere, és életfogytiglani büntetést kapott. Többségük pere Düsseldorfban, 1964–1965-ban zajlott le. Négyet életfogytiglani börtönbüntetésre ítéltek. Három a börtönben halt meg, Kurt Franz pedig 34 év után szabadult. Öt 1965-ben elítélt rövidebb börtönbüntetést kapott, közülük három letöltése előtt szabadult. Egy SS-t felmentettek és egy másik a per megnyitása előtt meghalt.
1966-ban még egy SS-t ítéltek el Hagenben négy évi börtönbüntetésre.
Az utolsó per a Franz Stanglé volt. Őt 1947-ben letartóztatták Ausztriában, de megszökött 1948-ben és Szíriába, majd Brazíliába sikerült kikerülnie. Ott találták meg Simon Wiesenthal kutatásai nyomán és tartóztatták le 1967-ben, majd életfogytiglani börtönbüntetésre ítélték Németországban, 1970-ben. A börtönben halt meg szívrohamban 19 órával utolsó beszélgetése után Gitta Sereny újságíróval és történésszel.
Az egyik SS otthon halt meg a háború alatt eltávozás közben, és még egy baleset áldozata lett néhány hónappal a háború után. Az SS-ek többségének ismeretlen a sorsa, néhány ellen pedig nem volt eljárás.
A treblinkai őrök közül egyesek Lengyelországban maradtak, mások visszatértek a Szovjetunióba, a német nemzetiségűek Nyugat-Németországba mentek, megint mások az Amerikai Egyesült Államokba, Kanadába vagy az Egyesült Királyságba vándoroltak ki. Csak egy részük ellen volt eljárás, per és esetleg ítélet. Az 1950-es–1960-as években négyet néhány évi börtönre ítéltek Lengyelországban. Egyet kitoloncoltak a Szovjetunióba, és a 25 éves büntetőtáborra ítéléséből ötöt töltött le. Az 1970-es években az USA-ban meghallgattak egyes volt őröket, mert bevándorlási kérelmükben hazudtak a múltjukról, és visszavonták amerikai állampolgárságukat. 1984-ben az egyiket kitoloncolták a Szovjetunióba, ahol halálra ítélték és kivégezték.

## Treblinka ismerete
A náciknak nem sikerült eltitkolniuk treblinkai bűncselekményeiket a tábor létezése alatt sem.
Az első információk 1942. augusztus 8. és 10. között kerültek a varsói gettóba egy zsidó aktivistától, aki Treblinkába irányított deportáltszállítmányokról értesített.
Elsők között publikált információkat a tábor valóságairól a Honi Hadsereg földalatti tájékoztatójának 1942. augusztus 17-ei száma, a 30 (55). sz. jelentésben és a 33 (58). sz. jelentésben.
Az első szökevényektől tudták meg feleik azt, ami a táborban történik. Az első, akitől írásos beszámoló származik, Abraham Krzepicki. A varsói gettóból deportálták Treblinkába, 1942. szeptember 13-án szökött meg 18 napi fogság után és sikerült visszatérnie ugyanabba a gettóba. Mondottait leírta Rachel Auerbach jiddis nyelven annak a tevékenységnek a keretében, amelyet Emanuel Ringelblum történész és szociális munkás indított a gettóban. Kb. 30 000 írás és fénykép archívumát gyűjtötték össze a gettóbeli zsidók sorsáról és fémedényekben pincékben ásták el. Nagy részüket megtalálták 1946-ban és 1950-ben. Krzepicki harcban esett el a gettói felkelés idejében, de beszámolóját is megtalálták 1950-ben.
A Honi Hadsereg tovább is kapott a Krzepicki által adottakhoz hasonló információkat, mint amilyenek a főparancsnoksága információs osztályának az 1631-es kamarája 1942. októberi jelentésében jelentek meg. A táborról szóló információk Tel-Avivba is eljutottak, ahol a Zsidó Ügynökség táviratban összefoglalta és 1942. december 4-én elküldte New Yorkba a Zsidó Világkongresszusnak. A Honi Hadsereg Londonba, az emigráns lengyel kormánynak is küldött információkat a táborról. Ennek Belügyminisztériuma részletes jelentést adott át Treblinkáról a brit kormánynak 1944 augusztusában.
Franciszek Ząbecki folyamatosan számolt be a Honi Hadseregnek arról, amit megismert. Titokban nyilvántartotta a deportáltakkal érkező vonatokat és azokat, amelyek üresen vagy a tőlük elvett holmikkal indultak vissza, és hozzáférése volt a vonatokat kísérő dokumentumokhoz is. 1944-ben elsajátított sok dokumentumot, amelyeket bizonyítékokként tartott meg.
A felkelés után Jankiel Wiernik szökevényt segítette elrejtőzni egy lengyel ellenállási mozgalom. Ez arra buzdította, hogy írásban számoljon be Treblinkáról és az ott átéltekről, és ezt 1944 májusában földalatti kiadványban közölte 2000 példányban.

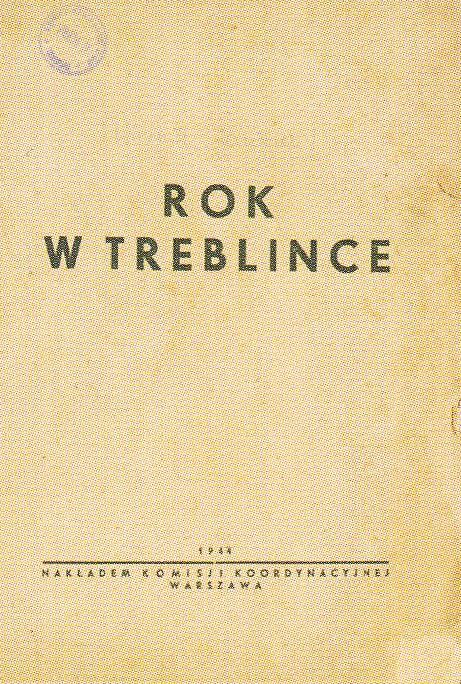
Jankiel Wiernik 1944-es földalatti kiadású füzetének első oldala.

A Szovjetunióra korlátozott nagyobb közönség szerezhetett tudomást Treblinkáról Vaszilij Grosszman 1944-ben közölt esszéjéből röviddel azután, hogy a szerző ott volt. Az esszé füzetben jelent meg 1945-ben, és a vád felhasználta a nürnbergi perben. Szintén 1945-ben jelent meg angol fordításban, New Yorkban Jankiel Wiernik füzete.
A háború után, 1945-től kezdve több túlélő szökevény, de lengyelek is tanúvallomást tettek igazságszolgáltatási szervek előtt arról, amit Treblinkáról tudtak. Samuel Rajzman volt fogoly a nürnbergi perben tett tanúvallomást 1946-ban.
A treblinkai SS-ek pereiben több volt fogoly és egyéb személyek is tettek tanúvallomást, köztük nagyon fontos tanú volt Franciszek Ząbecki a düsseldorfi 1964–1965-os és 1970-es perekben. Bár jelentékteleníteni próbálták bűneiket, az igazság a vádlottak vallomásaiból is kitűnt. Például Franz Suchomel volt SS többek között arról számolt be, hogy 1942. szeptemberéig a túl nagy számú szállítmányok érkezésekor a deportáltak két harmadát holtan találták a vagonokban.
Három túlélő könyveket írt arról, amit átéltek a táborban, a felkelés és szökésük közben: Samuel Willenberg, Richard Glazar és Chil Rajchman. Más túlélők cikkeket írtak. Holokausztkutatók folytattak beszélgetéseket túlélőkkel, egyesekkel még a 2000-es és 2010-es években is. Például Michal Chocholatý cseh kutató részleteket közöl hat volt szökevénnyel való beszélgetéseiből.
Dokumentumfilmek is vannak Treblinkáról szóló beszámolókkal:
- 1985 – Shoah(wd) (Holokauszt) – Claude Lanzmann francia újságíró és író filmje,[137][138] amelyben Treblinkáról szóló részek is vannak interjúkkal Richard Glazar és Abraham Bomba volt foglyokkal, helybéli parasztokkal és vasutasokkal, Franz Suchomel volt ottani SS-el és egy német ügyésszel;
- 2002 – Ostatni świadek (Az utolsó tanú) – lengyel film Samuel Willenberg és Kalman Taigman(wd) volt foglyokkal;[139]
- 2002 – A pesar de Treblinka (Treblinka ellenére) – uruguayi film, a fenti kettővel és Chil Rajchman volt fogolytársukkal;[140]
- 2012 – Death Camp Treblinka: Survivor Stories (A treblinkai haláltábor. Túlélők elbeszélései) címmel az Egyesült Királyságban és Treblinka's Last Witness (Treblinka utolsó tanúja) címmel az USA-ban – a BBC filmje Willenberggel a volt tábor helyén, Varsóban és Izraelben, valamint Kalman Taigmannal;[141]
- 2016 – Treblinka, je suis le dernier Juif (Treblinka. Én vagyok az utolsó zsidó) – francia film Chil Rajchmannal.[142]

A háború után nem történtek intézkedések annak megőrzésére, ami még megmaradhatott a táborból. Csak 2010-ben kezdődtek régészeti kutatások a helyszínen. Előbb LIDARral és földradarral végeztek kutatásokat, majd 2013-ban ásatásokat a lengyelországi főrabbi jóváhagyásával is, mivel a zsidó vallás előírásai szerint sírgyalázásnak minősül olyan helyen ásni, ahol zsidók holttestei vannak. Csak néhány négyzetméternyi felületű pár helyen ástak Caroline Sturdy Colls brit kutató vezetésével és előbb találtak égett csontmaradványokat és személyes használatú kis tárgyakat, majd először kerültek elő padlólap-darabok és kövek, amelyekről azt következtették, hogy a gázkamrák maradványai. A kutatásokon dokumentumfilm készült, a brit Treblinka. Inside Hitler's Secret Death Camp (Treblinka. Hitler titkos haláltáborában).

## Művészfilmek
Benjamin Ross brit filmrendező 2005-ben forgatta le a Torte Bluma című rövidfilmet, amely alapja Franz Stangl, a treblinkai második parancsnok által Gitta Serenynek elmondott történet. Az esemény Richard Blau fogollyal kapcsolatos, akivel Stangl, amint mondta, barátian viselkedett, és aki nem élte túl a felkelést.
2016-ban mutatták be a Chil Rajchman emlékirata alapján készült Treblinka című portugál filmesszét Sérgio Tréfaut rendezésében.

## Az áldozatok és a felkelés tisztelete

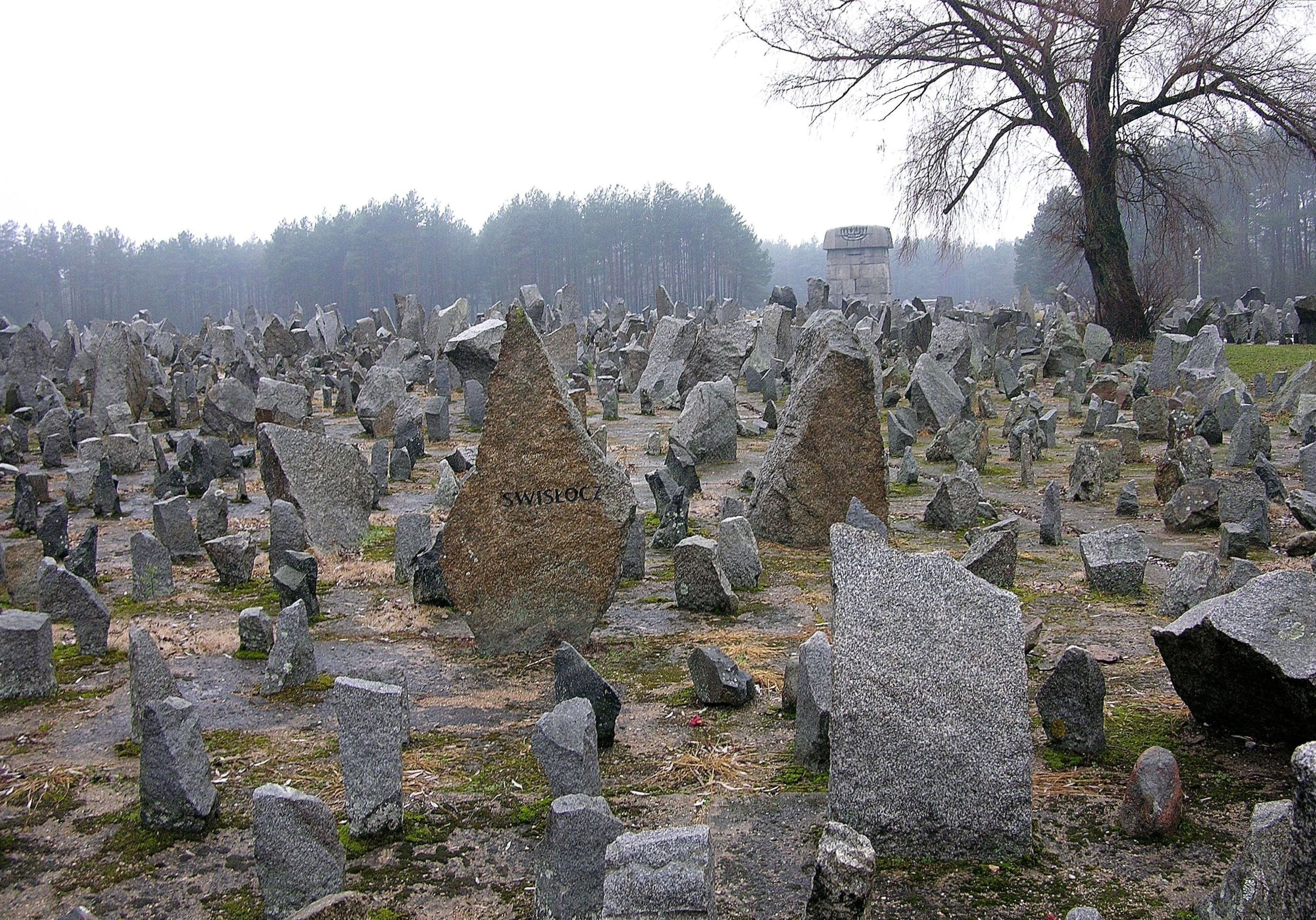
A deportáltak származási helységét jelképező emlékkövek a volt tábor helyén.

Kegyeleti aktusok 1947-ben kezdődtek, amikor egy lengyel katolikus pap és tanító diákjaival együtt összegyűjtötte az értékes tárgyak keresésekor felszínre került csontokat és eltemette őket. Ugyanabban az évben a Treblinkai Áldozatok Emlékezetének Bizottsága versenyt hírdetett emlékhely tervezésére, de nem talált finanszírozást és felszámolta magát. 1949-ben Sokołów Podlaski város hatóságai kerítéssel védték meg a területet. 1958-ban a vajdasági tanács Zsidók Vértanúsága Helyének nyilvánította a tábor területét és elkezdték kisajátítani azon részeit, amelyek helyi lakosok birtokában voltak. 1964-ben az emlékhely első elemeként felállítottak egy emlékművet. Folyamatosan továbbfejlesztették egyéb elemekkel, 2010-ben pedig felavattak egy épületet, amelyben állandó kiállítást rendeztek be. A volt tábor a Treblinkai Múzeum lett, magába foglalva Treblinka 1-et is.
A volt tábor helyén rendszeresen tartanak megemlékezéseket, főleg a felkelés évfordulóin, és a világ minden tájáról összegyűlt fiatalok részére szerveznek látogatásokat évente az Élet menete keretében.